# Березовая Гора (Вологодская область)
Березовая Гора — деревня в Кичменгско-Городецком районе Вологодской области.
Входит в состав Кичменгского сельского поселения, с точки зрения административно-территориального деления — в Шонгский сельсовет.
Расстояние до районного центра Кичменгского Городка по автодороге составляет 15 км. Ближайшие населённые пункты — Голузино, Котельново, Гриденская.
Население по данным переписи 2002 года — 162 человека (76 мужчин, 86 женщин). Преобладающая национальность — русские (99 %).